# Valoria la Buena
Valoria la Buena község Spanyolországban, Valladolid tartományban.  Lakosainak száma 745 fő (2024).

## Népesség
A település népessége az utóbbi években az alábbiak szerint változott:
| Lakosok száma | 635  | 666  | 640  | 698  | 698  | 685  | 668  | 629  | 683  | 745  |
|               | 2001 | 2004 | 2007 | 2009 | 2012 | 2014 | 2017 | 2019 | 2022 | 2024 |